# Berat (nome)
Berat  è un nome proprio di persona turco maschile.

## Origine e diffusione
L'etimologia di questo nome è incerta; secondo alcune fonti, potrebbe essere una ripresa del termine turco berat, che indica un tipo di documento che garantisce un diritto o un privilegio. Altre interpretazioni lo riconducono al nome della città albanese di Berat (il cui nome potrebbe derivare dal già citato termine turco, oppure dallo slavo Beligrad, "città bianca").
È un nome piuttosto diffuso fra i parlanti turchi, e ha avuto particolare successo in Turchia all'inizio degli anni 2010, risultando il più usato per i nuovi nati nel 2012.

## Persone

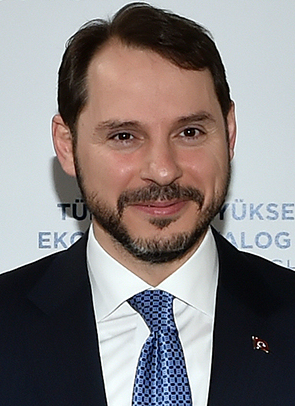
Berat Albayrak

- Berat Albayrak, imprenditore e politico turco
- Berat Djimsiti, calciatore svizzero naturalizzato albanese
- Berat Jusufi, calciatore norvegese
- Berat Sadik, calciatore finlandese